# 寡头政治

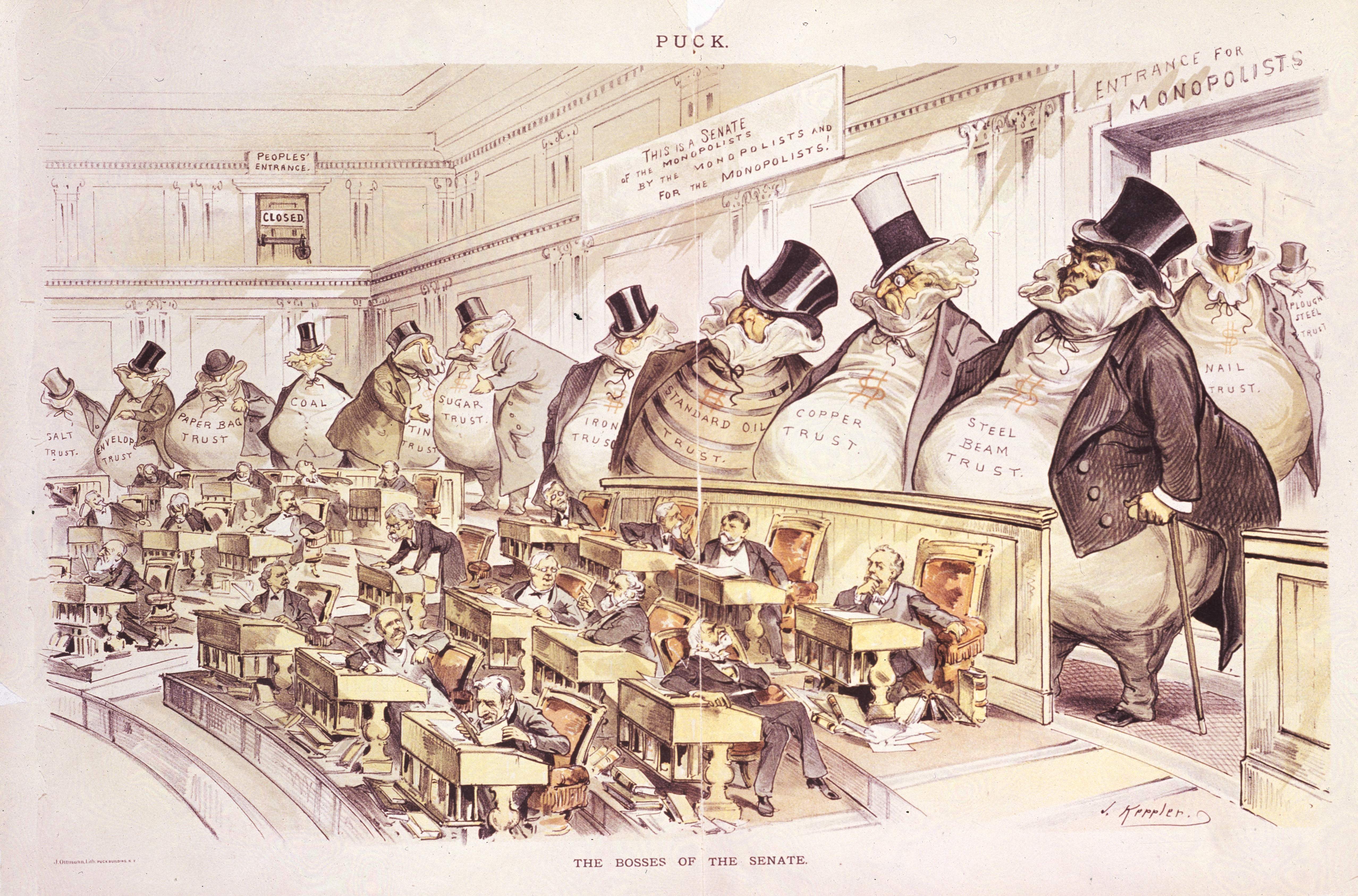
参议院的老板们（漫画，约瑟夫·开普勒）

寡頭政治（英語：oligarchy）是一種政治形式，其中大部分甚至全部有效地掌握在部分的特權階級手上（無論是財富、家族、軍事力量、殘暴或政治）。

## 字源
寡頭政治的英語「oligarchy」源自古希臘，“oligo”就是“少數”，“arkhos”就是“統治”。
在《歷史》一書中，希羅多德記錄了在大流士建國之初，要決定波斯帝國的體制，對獨裁、寡頭與民主三種政體進行比較，最終決定選擇獨裁政體的故事。麥加比蘇（Megabyzus）認為，國家應由最優秀的少數人進行統治，支持寡頭體制。但大流士則認為，寡頭體制中，容易因為爭權奪利而走向獨裁。在希羅多德時代，寡頭政治與貴族制是同義詞。
在亞里斯多德《政治學》中，提出六種政體。其中，寡頭制是貴族制的一種變體，統治權由某個階級中的少數人共有，但是貴族制是以公利為出發點，寡頭制則是以統治階級自身利益為出發。

## 特徵
寡頭政治常常由強而有力的家族所控制，這些家庭的孩子被培養和接受顧問指導成為寡頭政治力量的承繼人。一些政治理論家爭辯說，無論是什麼形式的政治制度，所有政府不可避免地是寡頭政治。最大特色是最終也是要當皇帝，但這制度有接班人問題。最著名的是馬木留克王朝與德里蘇丹國和斯巴達城邦。
與貴族政府相反，這樣的力量不可以公開地行使，類似一種「影子貴族」，寡頭政治的影子執政群喜歡保留“不管誰登上王位之後的遙控力”，通過經濟手段對名目執政者施加控制。雖然亞里士多德率先使用由富者治理的一個同義詞－「財閥政治」，但是寡頭政治不總是財閥政治，因為寡頭政治的執政群還是有可能只是一個特權及利益階層，本身並不一定有太巨大財產。
任一個政府的形式在它的演變過程中的某幾個時刻，會有變換成寡頭政治的可能，例如社會因為打仗需求導致部族頭目的聯盟變形，也許就成為寡頭政治，這個變革的最有可能的機制是未經檢查的經濟實力的逐漸累積，因為當政者有求於國內大勢力對戰爭的支持只好用分享權力交換。寡頭政治也許會轉變成更加古典的政府的獨裁形式，有時由於一個家族透過手段從其他家族身上獲取優勢導致權力又逐漸集中於一方。許多歐洲君主制就這樣在中世紀晚期開始建立起來。

## 歷史及现状

### 20世纪以前
寡頭政治經常可能成為變革的工具。它堅持要國君或獨裁者分享力量，因此打開了由其它社會元素來分享力量的大門。曾有這樣的一個例子發生，在1215年，當時英格蘭的貴族聯合起來，迫使英格蘭國王約翰簽署了大憲章。這樣便心照不宣地減少了的約翰國王的政治力量和承認了最初的寡頭政治的存在。當英格蘭社會繼續發展，大憲章便分别在1216年、1217年和1225年被不斷地修改，來保證更多人獲得更大的權利，就這樣踏上了英國君主立憲制的道路。在古代寡頭政治家族方面有一個例子，就是美第奇家族，一個來自佛羅倫薩的非常強大的家族。

### 20世纪至今
日本國會參眾兩院的議員中「子承父業」或「沾親帶故」的比例在發達國家中最高，不少是世襲議員，特別是日本實行的小選區制，不少單一選區長期中單一家族控制，例如安倍家族控制的山口縣。
美國比爾·柯林頓政府主管東亞與太平洋事務的副助理國務卿謝淑麗認為中華人民共和國目前即是寡头政治，因為中國目前不少重要官員都是太子黨出身，纽约城市大学教授夏明也認為中華人民共和國是寡头政治。除政治權力之外，中國還有大量的政治家族掌控，甚至壟斷了特定行業。較突出的例子有前中國總理李鵬家族壟斷電力行業；前中国共产党中央委员会总书记江澤民家族掌控電信和半導體產業。
同樣，「家族政治」也是南亞的一大政治特色，除了巴基斯坦的布托家族外，印度的尼赫魯-甘地家族、斯里蘭卡的班達拉奈克家族。又或者阿拉伯地區中敘利亞的阿薩德家族都是在各自國內聲名顯赫的政治家族。

## 觀點
一些作者譬如義大利經濟學家维弗雷多·帕雷托、義大利法學家、政治理論家莫斯卡和德國社會學家羅伯特·米契爾斯都相信任何一個政治制度最終將轉變成寡頭政治（請參照寡头铁律）。
史學家斯賓塞·R·沃特（Spencer R. Weart）在他的書《从不开战：为何民主国家之间不相互攻击》（Never at War: Why Democracies Will Not Fight One Another）裡說，寡頭政治很少在彼此間發生戰爭所以並不一定是壞事。
瑞士歷史學家阿道夫·加塞（Adolf Gasser）通過研究全球的多個民主代議制國家，認為已有多個民主國家打破寡頭鐵律而變的穩定，幾乎不會有落入寡頭政治的風險。

## 外部連結
- 寡頭政治[永久]
- 趙鼎新：〈寡頭政體現代化和革命〉 （页面存档备份，存于）
- 網上文章：Leonard Whibley. .   [2006-06-20]. （原始内容存档于2005-03-12）.